# Nordfledermaus
Die Nordfledermaus (Cnephaeus nilssonii) gehört innerhalb der Fledermäuse zur Familie der Glattnasen (Vespertilionidae). Das Fell ist durch eine dunkel- bis schwarzbraune Grundfarbe mit ocker- bis lederfarbenen oder goldenen Haarspitzen vom Scheitel bis zur Schwanzbasis gekennzeichnet. Die mittelgroße Art ist über weite Teile Europas und Asiens verbreitet, wobei sie vor allem in den nördlicheren Regionen vorkommt. In Skandinavien gehört sie zu den häufigsten Fledermausarten. Sie ist weltweit die Fledermaus mit dem am weitesten nach Norden reichenden Verbreitungsgebiet sowie zugleich die einzige Fledermaus mit nachgewiesener Fortpflanzung nördlich des Polarkreises.
Die Nordfledermaus ist vorwiegend nachtaktiv und fliegt in der Regel kurz nach Sonnenuntergang zur Jagd aus. Sie ernährt sich vorwiegend von kleinen Insekten mit einer Körpergröße von zwei bis 20 Millimeter, wobei kleine Zweiflügler wie Mücken den Hauptanteil ausmachen. Die Weibchen bilden ab April Wochenstuben mit 10 bis 100 Individuen und bringen dort ihre Jungtiere zur Welt. Von Oktober bis März oder April halten die Tiere Winterschlaf.
Die nächstverwandte Art ist die ebenfalls in Europa verbreitete Breitflügelfledermaus (Cnephaeus serotinus), mit der sie gemeinsam in die mehrere Arten umfassende Gattung Cnephaeus eingeordnet wird. Der Artname ehrt den schwedischen Naturforscher Sven Nilsson (1787–1883), der die Art entdeckte und wenige Jahre vor den beiden Erstbeschreibern unter einer bereits bekannten Fledermausart einordnete.

## Merkmale

### Allgemeine Merkmale
Die Nordfledermaus ist eine mittelgroße Fledermausart. Die Angaben zur Körpergröße der Art variieren in der Literatur teilweise stark. So erreichen die Tiere nach Schober & Grimmberger (1998) eine Kopf-Rumpf-Länge von 45 Millimetern als Extremmaß und 54,5 bis 63,5 Millimeter als Normallänge, nach Rydell (1993) von 54 bis 64 Millimeter, nach Braun 2003 von 48 bis 64 Millimeter sowie nach Gerell & Rydell 2011 nach Messungen an 15 Individuen aus Schweden von 45,1 bis 55,8 Millimeter. Das Gewicht beträgt 8 bis 17,5 Gramm nach Schober & Grimmberger und 8 bis 12 Gramm nach Rydell als Normalgewicht, wobei tragende Weibchen bis 16 Gramm wiegen können und Maximalgewichte vor dem Winterschlaf bis 18 Gramm ermittelt wurden. Der Schwanz erreicht eine Länge von 35 bis 50 mm und die Flügelspannweite beträgt 24 bis 28 Zentimeter bei einer Unterarmlänge von 37 bis 44 mm.
Wie bei der Breitflügelfledermaus ist das lange und seidige Oberfell an der Basis dunkel- bis schwarzbraun, jedoch sind die Haarspitzen bei erwachsenen Nordfledermäusen vom Scheitel bis zur Schwanzbasis ocker- bis lederfarben oder golden gefärbt und bilden damit einen Kontrast zur Grundfarbe. Dieser Effekt tritt besonders im Schulterbereich zur Rückenmitte hin auf. Der Nacken ist dunkler und die Bauchseite ist sehr hell gelbbraun gefärbt, wobei der Übergang von der dunklen Oberseite zur hellen Unterseite besonders an den Halsseiten sehr scharf abgegrenzt ist. Die Schnauze, die Wangen, die Ohren und die Flughäute sind schwarz. Die Jungtiere sind dunkler gefärbt und besitzen keine goldenen, sondern maximal silbrige Haarspitzen, der Bauch ist bei ihnen grau.
Die Ohren sind im Vergleich zu anderen Fledermäusen klein und erreichen eine Länge von 11,5 bis 17,3 mm bzw. 13 bis 17,5 mm. Im Vergleich zur Breitflügelfledermaus sind sie jedoch im Verhältnis größer. Der Tragus ist kurz und leicht nach innen gebogen, die obere Kante ist abgerundet und er ist an der Basis des Vorderrandes am breitesten. Der Rand der Ohrmuschel weist fünf deutliche Querfalten auf und bildet ein häutiges Band, das bis fast zu den Mundwinkeln reicht.
Die Flügel sind in ihrer Breite und Länge mittelgroß mit einer abgerundeten Flügelspitze, wobei der fünfte Finger fast 10 Millimeter länger ist als der Unterarm. Die Schwanzflughaut besitzt ein schmales Epiblema ohne einen sichtbaren Steg und der Calcar (Sporn) erreicht etwa die halbe Länge der Schwanzflughautlänge. Die Schwanzspitze liegt mit 3 bis 4 mm mit dem letzten Schwanzwirbel frei.
In Europa lässt sich die Nordfledermaus vergleichsweise einfach von anderen Fledermausarten unterscheiden. Im Vergleich zu der nahe verwandten Breitflügelfledermaus (Cnephaeus serotinus) ist sie deutlich kleiner. Von anderen ähnlichen Arten, speziell der Zweifarbfledermaus (Vespertilio murinus) und der Alpenfledermaus (Hypsugo savii), unterscheidet sie sich vor allem durch die Fellfarbe sowie Merkmalen des Skeletts, speziell des Schädels, und der Form des Penisknochens. Schwieriger ist die Differenzierung von verwandten Arten im asiatischen Teil ihres Verbreitungsgebietes. Von den hier vorkommenden Arten Cnephaeus bobrinskoi, Gobi-Breitflügelfledermaus, Cnephaeus nasutus und Bottas Fledermaus lässt sie sich teilweise nur durch sehr spezifische Schädel- und Zahnmerkmale sicher unterscheiden.

### Merkmale des Schädels
Der Schädel der Nordfledermaus ist im Vergleich zu dem der Breitflügelfledermaus deutlich kleiner, zugleich ist er im Verhältnis höher und weniger stark verlängert. Der Hirnschädel ist flach und dorsal betrachtet ist er in der Mitte deutlich konvex. Eine Crista sagittalis ist nur sehr undeutlich ausgebildet und die Schnauze ist seitlich abgerundet. Ähnlichkeiten in der Größe und Ausbildung des Schädels bestehen vor allem zur Zweifarbfledermaus, die jedoch auffallende Gruben zwischen der Augenhöhle und dem Nasenausschnitt aufweist.
| 2 | · | 1 | · | 1 | · | 3 | = 32 |
| 3 | · | 1 | · | 2 | · | 3 | = 32 |

Die Art hat zwei Schneidezähne (Incisivi), einen Eckzahn (Caninus), einen Vorbackenzahn (Praemolar) und drei Backenzähne (Molares) in einer Oberkieferhälfte und drei Schneidezähne, einen Eckzahn, zwei Vorbackenzähne und drei Backenzähne in einer Unterkieferhälfte. Insgesamt besitzen die Tiere 32 Zähne. Der zweite, kleinere Schneidezahn ist im Vergleich zu dem der Zweifarbfledermaus sehr kräftig ausgebildet, wodurch gegenüber diese Art eine sichere Unterscheidung möglich ist.

### Genetik
Die Nordfledermaus besitzt ein Genom aus 2n = 50 Chromosomen und entspricht darin anderen Eptesicus-Arten. Das X-Chromosom ist metazentrisch, das kleine Y-Chromosom und alle anderen Chromosomen sind akrozentrisch.

## Rufe
Die Nordfledermaus kann mit Hilfe eines Fledermausdetektors aufgrund der charakteristischen Suchfluglaute erkannt werden. Obwohl diese sehr variabel sind und bezüglich der Lautdauer, Frequenz und Frequenzmodulation sowie der Bandbreite abgewandelt werden, erhalten sie eine charakteristische Endfrequenz im Bereich von 28 bis 30 kHz. Verglichen mit anderen Arten mit ähnlichen Rufen, vor allem der Breitflügelfledermaus sowie dem Kleinen und Großer Abendsegler (Nyctalus leisleri bzw. Nyctalus noctula), liegt diese Frequenz deutlich höher.
Die Variationen hängen vor allem von der Umgebung ab, in denen die Suchlaute ausgestoßen werden. So beträgt die Rufdauer in halboffenem Gelände 8,3 bis 13,4 Millisekunden (ms) mit einer Bandbreite von maximal 25 kHz und einer Wiederholungsfrequenz von etwa 4 bis 5 Hz (vier bis fünf Rufe pro Sekunde), entsprechend einem Ruf mit jedem zweiten Flügelschlag. Zwischen den Rufen legt die Nordfledermaus Pausen von 178 bis 297 ms ein, wodurch die Rufe gegenüber denen der Breitflügelfledermaus diskontinuierlicher und langsamer wirken. Nahe an der Vegetation, am Boden und in Quartiernähe steigen die Pulsraten auf etwa 10 Hz und die Bandbreite steigt stark an, während sie in größerer Flughöhe in längere, konstantfrequente Rufe mit Längen von 13,0 bis 17,7 ms übergehen, die bei 28 bis 29 kHz auslaufen.
Neben den zur Nahrungssuche eingesetzten Rufen kommunizieren diese Fledermäuse auch über sogenannte Soziallaute, vor allem innerhalb der Quartiere. Dabei handelt es sich um laute und hohe, zirpende Rufe und „Knalle“ im Spektrum von 10 bis 58 kHz-Bereich.

## Verbreitung und Lebensraum

### Verbreitungsgebiet

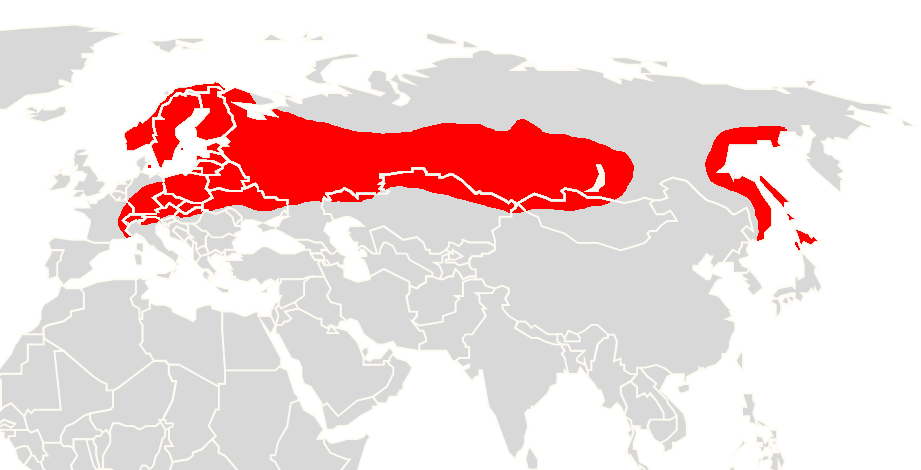
Verbreitungsgebiet laut International Union for Conservation of Nature and Natural Resources (IUCN); nicht vollständig der Literatur entsprechend

Die Nordfledermaus besitzt ein großes, paläarktisches Verbreitungsgebiet, das von Ostfrankreich und der Schweiz über Mittel-, Nord- und das nördliche Osteuropa sowie über die nördliche Ukraine und Russland bis zur Pazifikküste mit Kamtschatka, Sachalin und Japan reicht. In der Mongolei lebt die Art vor allem im Norden des Landes im nordwestlichen Altai-Gebirge, der Chöwsgöl-Aimag, dem Changai-Gebirge und dem Chentii-Aimag sowie in der Ostmongolei. Die südliche Verbreitungsgrenze in Asien ist aufgrund weniger Funde und regelmäßiger Fehlbestimmungen und Verwechslungen mit ähnlichen Arten weitgehend unbekannt. Für den Iran liegt ein Einzelfund vor.
Die Nordfledermaus ist weltweit die Fledermaus mit dem am weitesten nach Norden reichenden Verbreitungsgebiet und zugleich die einzige Fledermaus mit nachgewiesener Fortpflanzung nördlich des Polarkreises. Die Nachweise stammen aus der Region nahe Luleå in Schweden (65° N), Troms (69° 05′ N) sowie Øverbygd und der Finnmark in Norwegen (70° 25′ N). In Sibirien ist sie bis etwa 60° N anzutreffen, wobei es auch dort Nachweise von der Halbinsel Kola (bei 68°N), aus der Umgebung von Archangelsk und vom nördlichen Ural (beide etwa 65° N) gibt.
Der europäische Verbreitungsschwerpunkt befindet sich im Norden und im Nordosten von Europa bis zu den Alpen, dem Kaukasus und dem Balkangebirge als südliche Verbreitungsgrenze. Dabei ist die Nordfledermaus in den skandinavischen Ländern, Finnland, Estland und Lettland eine der häufigsten Fledermausarten. In West- und Südwesteuropa einschließlich Großbritannien und der Iberischen Halbinsel, den Benelux-Ländern sowie in Dänemark fehlt die Art, in Südeuropa kommt sie nur vereinzelt in Südfrankreich, Norditalien und auf dem Balkan vor. Auch auf verschiedenen Inseln der Ostsee wie Rügen, Gotland, Öland, Hiiumaa, Saaremaa sowie den Åland-Inseln kommt die Art vor.
In Mitteleuropa ist die Nordfledermaus nur lückenhaft und vor allem im Mittelgebirge und Gebirgsvorland verbreitet, wo sie ähnliche klimatische Bedingungen wie in Nordeuropa vorfindet. Sie wird in Polen als selten eingestuft, in Tschechien und der Slowakei ist sie im Norden der Karpaten häufig und ihre Nachweiszahlen nehmen zum Tiefland hin ab. Für Deutschland liegen zahlreiche Nachweise vor, isolierte Vorkommen gibt es vor allem im Harz, dem Sauerland, dem Vogelsberg, dem Westerwald, dem Hunsrück und dem Pfälzer Wald. Im Süden bis Südosten ist die Verbreitung kontinuierlich im Thüringer Wald, dem Erzgebirge, dem Frankenwald, dem Oberpfälzer Wald, dem Böhmerwald und dem Bayerischen Wald sowie auf der Schwäbischen Alb und im Schwarzwald. Für Österreich und die Schweiz liegen ebenfalls zahlreiche Nachweise vor, wobei die Nachweisdichte nach Ostfrankreich, Italien, Ungarn, Rumänien, Kroatien und der Balkanhalbinsel hin abnimmt. Das Osteuropäische Verbreitungsgebiet zieht sich über die Ukraine sowie den Kaukasus bis in die angrenzenden Regionen Russlands, Georgien, Armenien, Aserbaidschan; Nachweise östlich des Schwarzen Meeres sind allerdings selten.

### Lebensraum
Als Lebensraum bevorzugen Nordfledermäuse vor allem in Europa lockere Busch- und Nadelwaldgebiete in Höhen von 200 bis über 2.000 Metern. Im Gebirge sind sie bis über 2.290 Meter Höhe in den Alpen nachgewiesen, Winterfunde in Höhlen lagen bis 2200 Meter Höhe. Die höchste bekannte Wochenstube lag ebenfalls in den Alpen in einer Höhe von 1660 Meter. Sie sind zudem an feuchtere Lebensräume und die Nähe von Gewässern gebunden. Für Südthüringen wurde ein Abstand der Wochenstubenquartiere von 100 bis 500 Metern zum nächstgelegenen Fließgewässer ermittelt und auch in anderen Gebieten wurden Flüsse im Bereich der Quartiere als wichtige Bestandteile des Lebensraumes festgestellt. Hinzu kommt eine Bindung an menschliche Siedlungen, da vor allem die Wochenstuben sehr häufig in Dächern beheizter Häuser gefunden werden. Obwohl die meisten Funde von Winterquartieren in abseits gelegenen Höhlen und Kellern gemacht werden, ist anzunehmen, dass ein großer Teil der Fledermäuse möglicherweise an unzugänglichen Stellen in Wandverkleidungen und Dächern überwintert.
In Asien sind sie zudem in weitläufigen Waldgebieten, der Taiga und Steppen- bis Wüstengebieten sowie in Kulturland anzutreffen.

## Lebensweise

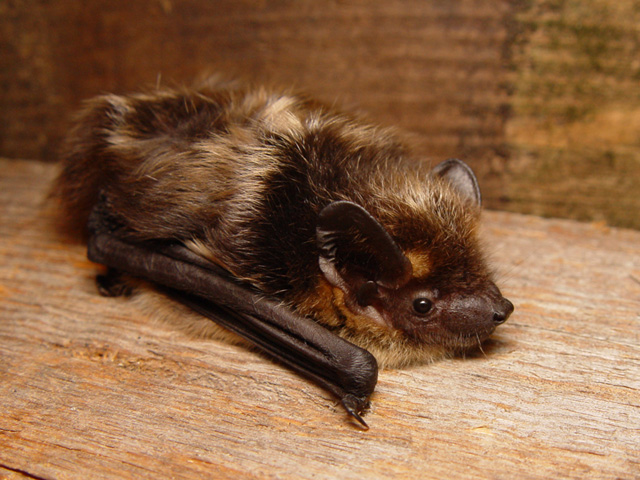
Nordfledermaus (Cnephaeus nilssonii)

Die Nordfledermaus ist vorwiegend nachtaktiv und fliegt kurz nach Sonnenuntergang zur Jagd aus. Dabei finden die Nahrungsflüge unregelmäßig und witterungsabhängig vor allem bei mildem Wetter statt. Im September bis Oktober werden sie seltener und zur Zeit des Winterschlafes vollständig eingestellt. In der Regel verlassen die weiblichen Tiere die Quartiere etwa 40 Minuten nach Sonnenuntergang und kehren vor Sonnenaufgang zurück. Während der Zeit der Trächtigkeit jagen sie vor allem kurz nach der Abenddämmerung und kurz vor der Morgendämmerung. Bei Temperaturen unter 6 bis 7 °C bleiben die Tiere wegen der Ineffizienz der Nahrungssuche in den Quartieren.
Die ab April bezogenen Sommerquartiere und Wochenstuben befinden sich häufig an oder in mit Schiefer, Holz und Blech gedeckten Häusern, hinter Schornsteinen, im Dachstuhl und hinter Fensterläden. Die Fledermäuse ruhen tagsüber in Spalten an Gebäuden und Felsen, einzelne Tiere ruhen in Baumhöhlen oder in Holzstapeln. Als Übergangsquartiere können zudem verlassene Bergwerksstollen und Höhlen genutzt werden, vor allem von männlichen Tieren.

### Ernährung
Die Nahrung der Nordfledermaus besteht aus kleinen, nacht- und dämmerungsaktiven Insekten mit einer Körpergröße von zwei bis 20 Millimetern, wobei kleine Zweiflügler von drei bis 10 Millimeter den Hauptteil mit 30 bis 80 % der Nahrung ausmachen. Dabei handelt es sich vor allem um Mücken (Nematocera), vor allem Zuckmücken (Chironomidae). Darüber hinaus ernähren sich die Fledermäuse opportunistisch von weiteren fliegenden Insekten wie Käfern (Coleoptera, hauptsächlich Dungkäfer), Hautflüglern (Hymenoptera, hauptsächlich Ameisen), Köcherfliegen (Trichoptera), Schnaken (Tipulidae), Fliegen (Brachycera), Schlammfliegen (Sialidae), Steinfliegen (Plecoptera), Schmetterlingen (Lepidoptera) und Ohrwürmern (Dermaptera). Nach Braun 2003 erbeuten sie auch kleine Webspinnen (Aranaea), Weberknechten (Opiliones) und Wanzen. Nach Gerell & Rydell 2011 werden alle Beutetiere im Flug gefangen und gefressen, wobei viele Insekten mit wasserlebenden Larven nach dem Schlupf von der Wasseroberfläche gefangen werden.
Der Jagdflug der Tiere ist mit einer Geschwindigkeit von 5 bis 6 Meter pro Sekunde sehr schnell und erfolgt mit raschen Wendungen, in Jagdpausen hängen sie sich an Äste. Die Flüge finden dabei in einer Höhe von 2 bis 50, in der Regel 5 bis 20 Metern statt. Im Bereich von Bäumen jagen die Tiere immer ein paar Meter von der Vegetation entfernt in Höhe der größten Blattdichte bei etwa 5 bis 15 Metern, in freiem Gelände und über Gewässern jagen sie dagegen in 2 bis 5 Meter Höhe über dem Boden. Die Jagd kann bei dieser Art vor allem im Herbst und Frühjahr auch häufig im Licht von Straßenlaternen oder an beleuchteten Hausflächen stattfinden, wo sie vor allem Nachtschmetterlinge erbeutet.
Vor allem Weibchen jagen häufig im Bereich der Wochenstuben in kleinen Gruppen in der Nähe des Quartiers und können diese auch gegenüber anderen Artgenossen verteidigen. Trächtige Weibchen jagen etwa 150 Minuten pro Nacht, säugende Weibchen direkt nach der Geburt etwa 130 Minuten und mehr mit zunehmender Säugezeit und bis 320 Minuten am Ende derselben.

### Fortpflanzung und Entwicklung
Kopulationen erfolgen wahrscheinlich im Herbst und Frühwinter, teilweise in den Winterquartieren. Wie bei anderen Fledermäusen wird das Sperma von den Weibchen im weiblichen Genitaltrakt bis zur Ovulation und Befruchtung im Frühjahr gespeichert.
Die Wochenstuben der Weibchen werden etwa ab April gebildet und bestehen aus etwa 10 bis 100, durchschnittlich 75 Individuen. Sie sind damit im Vergleich zu vielen anderen Fledermausarten sehr klein und bestehen dabei sowohl aus gebärenden wie auch nicht gebärenden Weibchen, während Männchen fehlen. 70 % oder mehr der ausgewachsenen Weibchen kehren jährlich in die gleiche Wochenstube zurück, die zugleich häufig auch die Wochenstube ihrer Geburt ist. Dabei gebären Weibchen in der Regel erst ab dem vierten Lebensjahr. Eine Vermischung verschiedener Wochenstubengesellschaften kommt nicht vor, allerdings wechseln die Weibchen während der Jungenaufzucht die Quartiere öfters, wobei sie die noch nicht flugfähigen Jungtiere transportieren. Typische Wochenstubenquartiere sind vor allem Dächer von beheizten Häusern.
Die Geburtszeit ist regional unterschiedlich. Während die Jungtiere in Deutschland ab Mitte Juni zur Welt kommen, finden die Geburten in Südskandinavien gegen Ende Juni und weiter nördlich erst im Juli statt. Dabei wird vermutet, dass sich die Geburt verzögert, wenn die Temperaturen während der frühen Tragzeit niedrig sind und die Weibchen entsprechend in einen Torpor verfallen. In Skandinavien wird meistens ein Jungtier geboren, in südlicheren Regionen können Zwillingsgeburten häufiger vorkommen. Die Geburt dauert wenige Minuten, in denen das Muttertier kopfunter hängt und die Schwanzflughaut zum Körper hin beugt. Die Jungtiere haben bei der Geburt eine Körperlänge von 45 bis 48 Millimeter und eine Unterarmlänge von 12,5 bis 14 Millimeter. Sie sind vollkommen nackt und die Augen sind geschlossen, kurz nach der Geburt stoßen sie bereits „Rufe des Verlassenseins“ aus.
Die Jungtiere sind in Schweden nach etwa 15 bis 17 Tagen und in Deutschland nach etwa drei Wochen selbstständig, sodass die ersten Aus- und Jagdflüge im Juli stattfinden. Ab Ende Juli bis Anfang August lösen sich die Wochenstuben auf, wobei sich die Tiere danach in tiefer gelegene und nahrungsreichere Gebiete zurückziehen. Die Geschlechtsreife erreichen die Weibchen nach etwa 2 bis 3 Jahren. Als dokumentiertes Höchstalter wird ein Alter von etwa 15 Jahren angegeben, das durchschnittliche Höchstalter der Tiere liegt wahrscheinlich deutlich niedriger. So wurde für eine Kolonie in Südthüringen eine mittlere Lebenserwartung der Weibchen von 2,25 Jahren ermittelt.

### Winterquartiere
Von Oktober bis März oder April halten die Tiere Winterschlaf, wobei die Zeiten regional unterschiedlich sein können. Sie verbringen den Winter in kleinen Gruppen oder als Einzeltier in Felsspalten, Höhlen, Kellern oder Stollen und schlafen an der Wand und Decke hängend, in Spalten gezwängt oder am Boden. Bei wärmeren Temperaturen unterbrechen sie ihren Winterschlaf und verlassen das Quartier, dabei können sie ihr Quartier auch wechseln. Eine Vergesellschaftung mit Fledermäusen anderer Arten kommt nur selten vor.
Die Vorzugstemperatur der Winterquartiere liegt bei 1 bis 5,5 °C, darf kurzzeitig jedoch auch bis auf −5,5 bis −7 °C fallen. Die Art ist entsprechend witterungshart und kältetolerant. In Österreich wurden sie unter anderem in echten Eishöhlen gefunden und überwinterten auch in nicht frostfreien Räumen. Dabei wurden allerdings auch tote und in Eis eingeschlossene Tiere gefunden.

### Feinde und Parasiten
Zu den Fressfeinden der Nordfledermaus gehören vor allem Eulenarten wie der Uhu (Bubo bubo) und der Waldkauz (Strix aluco), Greifvögel wie der Sperber (Accipiter nisus) und der Baumfalke (Falco subbuteo) sowie die Hauskatze.
Als Parasiten wurden bei der Nordfledermaus sechs verschiedene Floharten der Gattung Ischnopsyllus sowie Myodopsylla trsellis dokumentiert. Außerdem ist die Nordfledermaus Wirt für die Milben Spinturnix kolenatii, Macronyssus flavus, Neomyobia chiropteralis und Ichoronyssus biarcuatus. Fledermausfliegen und Plattwanzen, die bei anderen Fledermausarten häufig vorkommen, wurden bei der Nordfledermaus nicht beschrieben. Artspezifische Endoparasiten der Nordfledermaus sind nicht bekannt, die dokumentierten Fadenwürmer entsprechen denen anderer Fledermausarten. Hinweise, dass Nordfledermäuse Tollwut oder andere für den Menschen gefährliche Krankheiten übertragen, gibt es nicht.

## Fossilbefund
Während die ältesten Funde von Cnephaeus- und Eptesicus-Arten aus dem frühen Pliozän stammen, konnte die Nordfledermaus erstmals für das frühe bis mittlere Pleistozän nachgewiesen werden. Dabei waren bis 1993 Fossilfunde von mindestens 17 Orten in Mitteleuropa bekannt, vor allem von Höhlenfunden. Für Russland existieren Nachweise aus dem späten Pleistozän und dem Holozän von der Krim, aus Sibirien und Ostrussland.
Fossilfunde in Mitteleuropa sind vor allem im späten Pleistozän vor 600.000 bis 100.000 Jahren und im Holozän häufig, wobei die Nordfledermaus in 40 % der Fundorte nachgewiesen wurde. Dies lässt darauf schließen, dass es zu dieser Zeit zu einer Verschiebung der Fledermausfauna Mitteleuropas zu nördlicheren Arten wie eben der Nordfledermaus kam. Funde aus Belgien und dem nördlichen Bulgarien ebenfalls aus dem Pleistozän zeigen an, dass die Art vor allem in Kaltzeiten auch in Gebieten vorkam, in denen sie heute nicht mehr anzutreffen ist.

## Systematik
Die wissenschaftliche Erstbeschreibung der Art erfolgte durch Alexander Keyserling und Johann Heinrich Blasius im Jahr 1839 als V[esperugo] nilssonii in einem Artikel zur „Uebersicht der Gattungs- und Artcharaktere der europäischen Fledermäuse“. Bereits 1836 beschrieb der schwedische Naturforscher Sven Nilsson die Art anhand eines in Norwegen gefangenen Tieres unter dem Namen Vespertilio kuhlii und ordnete sie damit der Weißrandfledermaus zu. Nilsson legte dann 1838 eine weitere Beschreibung als Vespertilio borealis vor.
Keyserling und Blasius nutzten die Nordfledermaus als Beispiel für ihre Aussage, dass „wirklich neue Arten unter dem Namen von älteren wieder beschrieben werden“. In ihrer Erstbeschreibung benannten sie die Fledermaus nach Nilsson mit dem Artnamen nilssonii. Die erste Zuordnung zu der bereits 1820 von Constantine S. Rafinesque-Schmaltz beschriebenen Gattung Eptesicus unter dem bis 2023 anerkannten Namen Eptesicus nilssonii erfolgte durch den amerikanischen Zoologen Gerrit Smith Miller im Jahr 1907.

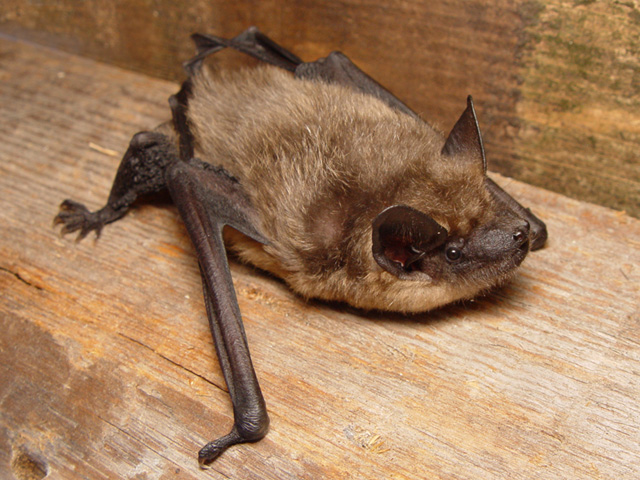
Die nahe verwandte Breitflügelfledermaus (Cnephaeus serotinus)

Die Nordfledermaus wird gemeinsam mit der ebenfalls in Europa verbreiteten Breitflügelfledermaus (Cnephaeus serotinus) der Gattung der Cnephaeus zugeordnet, die von Afrika und Europa bis Ozeanien aus mehreren rezenten Arten besteht. Sie ist dabei sehr eng mit der Breitflügelfledermaus verwandt und könnte in Bezug auf diese Art auch paraphyletisch sein. Eine phylogenetische Untersuchung der Gattung Eptesicus stellte 2023 fest, das diese paraphyletisch ist. Die Arten der Neuen Welt wurden auf die Gattungen Eptesicus, Histiotus und Neoeptesicus aufgeteilt. Für die Arten der Alten Welt, zu denen die Nordfledermaus zählt, wurde der schon 1975 von Genoways und Baker vorgeschlagene Gattungsname Cnephaeus gewählt.
Es wurden zwei Unterarten beschrieben. Dabei ist die Nominatform Cnephaeus nilssonii nilssonii im größten Teil des europäischen und asiatischen Verbreitungsgebietes anzutreffen, während Cnephaeus nilssonii parvus nur in Nordkorea, auf der Halbinsel Sachalin und der japanischen Insel Hokkaidō vorkommt. Rydell 1993 stellte die auf Honshū lebende und heute als eigene Art etablierte Japanische Breitflügelfledermaus (Cnephaeus japonensis) als Unterart der Nordfledermaus auf, erkannte jedoch Eptesicus nilssonii parvus nicht als Unterart an.

## Bedrohung und Schutz
Die Art wird von der International Union for Conservation of Nature and Natural Resources (IUCN) global aufgrund des großen Verbreitungsgebietes und der Bestandsgröße als „nicht gefährdet“ (Least concern) eingeschätzt. Ein Rückgang des Bestandes und eine ernsthafte Bedrohung der Art sind nicht bekannt. Gerell & Rydell 2011 geben stattdessen an, dass es Hinweise gibt, dass die Art regional häufiger geworden ist.
National und regional ist die Nordfledermaus in den meisten europäischen Staaten in Roten Listen gefährdeter Arten gelistet und entsprechend über die nationale Gesetzgebung geschützt. In Deutschland ist sie beispielsweise über die Bundesartenschutzverordnung (BArtSchV) als besonders gefährdete Art geschützt. Länderübergreifend erfolgt der Schutz über die EU-Artenschutzverordnung, zudem besteht speziell bei Fledermäusen das Abkommen zur Erhaltung der europäischen Fledermauspopulationen (EUROBATS), nach dem das absichtliche Fangen, Halten und Töten von Fledermäusen in den Vertragsstaaten gesetzlich verboten ist.
Außerdem ist die Nordfledermaus im Anhang IV der europäischen Fauna-Flora-Habitat-Richtlinie verzeichnet.
Im Anhang IV der Fauna-Flora-Habitat-Richtlinie sind von der EU Arten aufgelistet, die besonderen Schutz auch außerhalb von ausgewiesenen Schutzgebiete erhalten sollen. Die Arten in Anhang IV sind allein durch die Ausweisung von Schutzgebieten nicht effektiv schützbar, z. B. wegen verstreuter bzw. unbeständiger Vorkommen, spezieller oder besonders großräumiger Habitatansprüche und Abhängigkeit von besonderen Landnutzungspraktiken. Bei Arten wie der Nordfledermaus dürfen ihre Lebensstätten (hier Wochenstuben, Nahrungsflächen und Winterquartiere) nicht beeinträchtigt oder zerstört werden – völlig unabhängig davon, wo sie sich befinden. Dies gilt also z. B. auch für Wochenstuben in Bauwerken. In der Praxis ist damit die Umsetzung von Bauvorhaben wie Straßenbau und andere Eingriffe auf Flächen, die Lebensstätten sind, unter Umständen erheblich erschwert. Zerstörungen von Lebensstätten, die eine lokale Population bedrohen würden, sind rechtlich nur möglich, wenn spezielle artenschutzrechtliche Ausgleichsmaßnahmen (sog. CEF-Maßnahmen, „Continuous ecological functionality-Measures“, Übersetzung: „Maßnahmen zur dauerhaften Sicherung der ökologischen Funktion“) durchgeführt werden. Im Unterschied zu normalen Kompensationsmaßnahmen (aufgrund der Eingriffsregelung im Naturschutzrecht) ist hier der Nachweis des Erfolgs notwendig, nicht wie bei anderen Eingriffen nur eine Erfolgs-Prognose. Die Kompensationsmaßnahmen müssen also vor dem Eingriff, z. B. der Baumaßnahme, durchgeführt werden.

## Belege
1. 1 2 3 4 5 6 7 8 9 10 11  Schober & Grimmberger 1998; S. 160–162.
2. 1 2 3 4 5 6 7 8 9  Rydell 1995; Abschnitt „General Characters“, S. 1–2.
3. 1 2 3 4  Braun 2003; Abschnitt „Beschreibung“, S. 507–509.
4. 1 2  Gerell & Rydell 2011; Abschnitt „Diagnose“, S. 560–563.
5. 1 2 3 4 5 6  Gerell & Rydell 2011; Abschnitt „Beschreibung“, S. 563–565.
6. 1 2  Rydell 1995; Abschnitt „Diagnosis“, S. 1.
7. ↑  Rydell 1995; Abschnitt „Genetics“, S. 2.
8. 1 2 3 4 5 6 7 8 9 10 11 12 13 14 15 16 17 18  Braun 2003; Abschnitt „Lebensweise“, S. 512–516.
9. 1 2 3 4  Rydell 1995; Abschnitt „Distribution“, S. 2.
10. 1 2 3 4 5 6 7 8 9  Gerell & Rydell 2011; Abschnitt „Beschreibung“, S. 567–570.
11. 1 2 3 4 5  Eptesicus nilssonii in der Roten Liste gefährdeter Arten der IUCN 2011. Eingestellt von: M. Stubbe, J. Ariunbold, V. Buuveibaatar, S. Dorjderem, Ts. Monkhzul, M. Otgonbaatar, M. Tsogbadrakh, A.M. Hutson, F. Spitzenberger, S. Aulagnier, I. Coroiu, 2008. Abgerufen am 17. Dezember 2011.
12. ↑  Braun 2003; Abschnitt „Lebensräume“, S. 511–512.
13. 1 2  Gerell & Rydell 2011; Abschnitt „Ökologie“, S. 571–573.
14. 1 2  Gerell & Rydell 2011; Abschnitt „Aktivität“, S. 575–576.
15. 1 2 3  Gerell & Rydell 2011; Abschnitt „Nahrung“, S. 573.
16. 1 2 3 4 5  Gerell & Rydell 2011; Abschnitt „Fortpflanzung“, S. 573–574.
17. 1 2  Gerell & Rydell 2011; Abschnitt „Populationsdynamik“, S. 574.
18. ↑  Gerell & Rydell 2011; Abschnitt „Parasiten“, S. 574–575.
19. 1 2  Rydell 1995; Abschnitt „Fossil Record“, S. 2.
20. ↑  Gerell & Rydell 2011; Abschnitt „Paläontologie“, S. 571.
21. 1 2  Braun 2003; Abschnitt „Namensgebung“, S. 507.
22. 1 2  Rydell 1995; Abschnitt „Context and Content“, S. 1.
23. 1 2  Don E. Wilson & DeeAnn M. Reeder (Hrsg.): Eptesicus nilssonii (Memento vom 18. April 2016 im Internet Archive) in Mammal Species of the World. A Taxonomic and Geographic Reference (3rd ed).
24. ↑  Vinícius C. Cláudio: Taxonomic re-evaluation of New World Eptesicus and Histiotus (Chiroptera: Vespertilionidae), with the description of a new genus. In: Zoologia (Curitiba). Nr. 40, 2023, doi:10.1590/S1984-4689.v40.e22029 (englisch, scielo.br).
25. ↑  MUNLV (2007): Geschützte Arten in Nordrhein-Westfalen. Düsseldorf
26. ↑  Fauna-Flora-Habitatrichtlinie und Vogelschutzrichtlinie – Gebiete und Arten in Deutschland. Natura 2000; Liste der in Deutschland vorkommenden Arten des Anhangs IV und V der Fauna Flora Habitatrichtlinie